# Жиланди (Улитауський район)
Жиланди́ (каз. Жыланды) — село у складі Улитауського району Улитауської області Казахстану. Адміністративний центр Сарисуського сільського округу.
Населення — 771 особа (2021; 972 у 2009, 1128 у 1999, 1436 у 1989).
Національний склад станом на 1989 рік:
- казахи — 100 %.